# Крістіано Мінеллоно
Крістіано Мінеллоно ((італ. Cristiano Minellono); повне ім'я Крістіано Мінеллоно дей Сан-Мартіно д'Арунделло (італ. Cristiano Minellono dei San Martino d'Arundello); також зветься, як Попі (італ. Popy); 27 березня 1946, Арона, Італія) — італійський актор та поет-пісняр.

## Біографія
Крістіано Мінеллоно народився в сім'ї артистів (його мати Марія Піа Арканджелі була співачкою і акторкою читання та естради; а батько, Карло Мінеллі, був актором театру і кіно). Крістіано також є автором телепередач, але відомий в основному тим, що писав тексти до деяких пісень італійських виконавців поп-музики, якими привів їх до успіху. Він часто працював в тандемі з такими відомими ліриками, як Лучано Беретта і Могол, також він працював над створенням кавер-версій, наприклад пісня «Tu vinci semper» 1969 року, яку була запозичена з композиції «Touch Me by», американського гурту «The Doors», виконання якої довірили співачці Кетті Лайн.
Мінеллоно співпрацював, серед іншого, з такими артистами, як Адріано Челентано (пісні «Il tempo se va» й «Soli»), беручи участь в творчому відродженні співака, Тото Кутуньйо (пісня «L'italiano»), «Ricchi e Poveri», Міа Мартіні, Рікардо Фольї, Аль Бано і Роміна Павер, Дорі Гедзі, «Camaleonti», Умберто Бальзамо, Мемо Реміджі й Патрік Семсон.
У 1980-ті роки у Мінеллоно тривала плідна творча співпраця з композитором Даріо Фаріною, їхні твори виконували «Ricchi e Poveri», Аль Бано і Роміна Павер. Серед них найвідомішими є композиції «Mamma Maria», «Come I Wish», «M'innamoro di te», «Voulez vous danser», «Se m'innamoro» (вперше була представлена тріо з Генуї «Ricchi e Poveri» на Фестивалі «Санремо» у 1985 році), «Felicità» і «Cierà» (посіла перше місце на Фестивалі в «Санремо» 1984 року у виконанні Аль Бано і Роміни Павер).

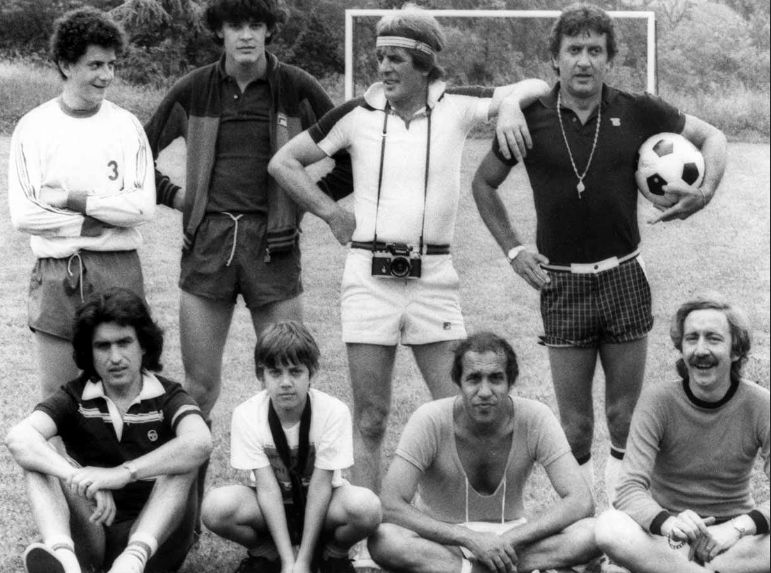
Крістіано Мінеллоно (знизу ліворуч) під час гри в футбол. Знизу (ліворуч-праворуч): Тото Кутуньйо, Джакомо Челентано і Адріано Челентано. З м'ячем: Мемо Діттонго. Кінець 1970-х—початок 1980-х років

У 1982 році він написав текст для «Magnifica Sera», пісні у виконанні «Ricchi e Poveri», саундтрека до фільму «Вибачте, якщо мало» з Монікою Вітті, Уго Тоньяцці і Дієго Абатантуоно.
Як найкращий автор текстів до пісень, Мінеллоно двічі перемагав на пісенному конкурсі «Фестивальбар», один раз на конкурсі «Un disco perestate», а також двічі на конкурсі «Telegatti». Він також був нагороджений премією «Lyricist Award». Підраховано, що пісні, до яких він зробив внесок, були продані тиражем понад 150 мільйонів копій по всьому світу, у п'ятдесяти шести випадках його пісні посідали першу сходинку в чартах.
Також Мінеллоно був продюсером, він продюсував, зокрема, таких виконавців, як Тото Кутуньо, «Ricchi e Poveri», Мію Мартіні, Дорі Гедзі, «I Grimm», «Idea 2», Франко Франкі, Чіччо Інграссія, Барбара Буке, Патрік Семсон.
Мінеллоно співпрацював з телебаченням, він писав тексти для відомих телепрограм, включаючи «Beauty Center Show» (1983), «Premiatissima» (1984), «A roundabout on the sea» (1989).
У 2004 році Мінеллоно отримав нагороду «Дзеккіно д'Оро» з піснею «The stinky cat», яка стала однією з найвідоміших пісень цього заходу, 13 червня 2005 року співачка Вівіана Реате записала кавер-версію до неї.

## Акторська діяльність
Також Мінеллоно мав тривалий досвід гри в театрі. Він розвинув цей досвід в молодому віці, а потім пішов іншими шляхами: трупа молодих «Темрява на вершині сходів», трупа Адані-Чимарри «Неочікуваний гість», трупа Бріньйоне Сантуччо, трупа Каліндрі Волонгі Ліонелло, трупа П'єро Маццарелли й інші. Крім того, у році 1959 він зіграв у фільмі Мауро Болоньїні «Шалена ніч», де був вказаний як Крістіано Мінелло.
Під цим самим прізвищем він зіграв у телевізійному серіалі «Пригоди Лори Сторм» разом із Лауреттою Мазієро та Альдо Джуффре, а також у низці комедій, серед яких: «Тріска», «Мірра Ефрос», «Сімоне і Лаура», «Тут спав Джордж Вашингтон», «Хороша людина», «Деметріо П'янеллі» тощо.

## Інше
Мінеллоно був директором Міланського театру «Piccolo» протягом дванадцяти років. Він також обіймав посаду генерального директора компанії «B & G Entertainment» (з 2002 по 2003 рік) і заснував Італійську асоціацію авторів. Він також був художнім керівником холдингу «Fininvest» з 1981 по 1989 рік, директором чкого був Сільвіо Берлусконі.
Мінеллоно також працював в сфері реклами з компаніями «Ferrero», «Kraft», «Standa», «Philips» й іншими: це текст знаменитого різдвяного ролика «Coca Cola» «Я хотів би заспівати з вами». З актором Массімо Больді він створив книгу «Bestia che pain», опубліковану для видавництва «Arnoldo Mondadori Editore». Він також брав участь в написанні сценаріїв для таких фільмів, як «Вболівальники», «Різдвяні свята 2000», «Тілоохоронці» та «Різдво на Нілі».
Він також написав збірку віршів «Я пишу ніч (пісні без музики)», видану видавництвом «Minerva Edizioni».
Захоплений автомобільними перегонами, на рубежі 1970-х і 1980-х він брав участь в чемпіонатах на одномісних автомобілях «Formula Monza», «Formula Panda» і «Formula 2000» (стара перероблена «Formula 3») і на автомобілях «Sport Prototype», щоб пізніше заснувати свою власну команду.

## Основні пісні
| Рік  | Назва                                                   | Автори тексту                                               | Автори музики                                                    | Виконавці                                 |
| ---- | ------------------------------------------------------- | ----------------------------------------------------------- | ---------------------------------------------------------------- | ----------------------------------------- |
| 1968 | Sono libero                                             | Крістіано Мінеллоно                                         | Джон Джером Джексон і П'єрр Таббс                                | Volti '70                                 |
| 1969 | Il primo giorno di primavera                            | Крістіано Мінеллоно і Могол                                 | Маріо Лаведзі                                                    | Дік Дік і Ванна Бросо                     |
| 1969 | Soli si muore                                           | Крістіано Мінеллоно і Могол                                 | Томмі Джеймс і Пітер Луча                                        | Патрік Семсон                             |
| 1969 | Mai come lei nessuna                                    | Крістіано Мінеллоно і Карло Альберто Контіні                | П'єрр Таббс                                                      | Nomadi                                    |
| 1969 | Tu vinci sempre                                         | Крістіано Мінеллоно і Лучано Беретта                        | Рей Манзарек, Джон Денсмор і Роббі Крігер                        | Кетті Лайн                                |
| 1970 | Dille sì                                                | Крістіано Мінеллоно                                         | Пол Маккартні і Джон Леннон                                      | Патрік Семсон                             |
| 1970 | Spero di svegliarmi presto                              | Крістіано Мінеллоно і Могол                                 | Маріо Лаведзі                                                    | Катеріна Каселлі                          |
| 1970 | Mi piace la tua faccia                                  | Крістіано Мінеллоно і Марчелло Маркезі                      | Альдо Буонокоре                                                  | Джусі Балатресі                           |
| 1970 | Ahi! Che male che mi fai                                | Крістіано Мінеллоно                                         | Тото Кутуньйо                                                    | I Ragazzi Della Via Gluck і Паоло Менголі |
| 1970 | Che effetto mi fa                                       | Крістіано Мінеллоно                                         | Піно Донаджо                                                     | Піно Донаджо і Сенді Шоу                  |
| 1971 | Qualcuno sa                                             | Алессандро Коломбіні і Крістіано Мінеллоно                  | Тім Хардін                                                       | Фаусто Леалі                              |
| 1971 | Peccato                                                 | Крістіано Мінеллоно                                         | Альберто Анеллі                                                  | Весс                                      |
| 1972 | Gocce di pioggia su di me                               | Крістіано Мінеллоно                                         | Берт Бакарак                                                     | Патті Право; Іва Дзаніккі; I Profeti      |
| 1972 | Ciao amico ciao                                         | Крістіано Мінеллоно                                         | Мемо Реміджі                                                     | Агвавіва                                  |
| 1972 | Un uomo senza una stella                                | Крістіано Мінеллоно і Алессандро Коломбіні                  | Едоардо Беннато                                                  | Мікеле                                    |
| 1972 | Domani si comincia un'altra volta                       | Крістіано Мінеллоно і Федеріко Монті Ардуїні                | Доменіко Модуньйо і Умберто Бальзамо                             | Умберто Бальзамо                          |
| 1973 | Dolce frutto                                            | Крістіано Мінеллоно                                         | Умберто Бальзамо                                                 | Ricchi e Poveri                           |
| 1973 | Grazie mille                                            | Крістіано Мінеллоно                                         | Анджело Сотджу і Франко Гатті                                    | Ricchi e Poveri                           |
| 1973 | È colpa mia                                             | Крістіано Мінеллоно                                         | Массімо Культраро                                                | Іва Дзаніккі                              |
| 1973 | Piccolo amore mio                                       | Крістіано Мінеллоно                                         | Джан П'єро Ревербері, Анджело Сотджу і Франко Гатті              | Ricchi e Poveri                           |
| 1973 | Amore mio                                               | Крістіано Мінеллоно                                         | Умберто Бальзамо                                                 | Умберто Бальзамо                          |
| 1974 | Torna presto                                            | Крістіано Мінеллоно                                         | Роберто Соффічі                                                  | I Domodossola                             |
| 1974 | Penso sorrido e canto                                   | Крістіано Мінеллоно і Армандо Тоскані                       | Амедео Мінґі і Роберто Конрадо                                   | Ricchi e Poveri                           |
| 1974 | C'è una donna sola                                      | Крістіано Мінеллоно і Анджело Сотджу                        | Франко Гатті і Ла Бйонда                                         | Ricchi e Poveri                           |
| 1974 | 1+2=3                                                   | Крістіано Мінеллоно і Гай Флетчер                           | Стефано Скандолара і Даг Флетт                                   | Ricchi e Poveri                           |
| 1974 | Torno da te                                             | Крістіано Мінеллоно                                         | Анджело Сотджу і Франко Гатті                                    | Ricchi e Poveri                           |
| 1974 | C'è un poeta in me                                      | Крістіано Мінеллоно                                         | Армандо Тоскані, Анджело Сотджу і Франко Гатті                   | Ricchi e Poveri                           |
| 1974 | Volo                                                    | Крістіано Мінеллоно                                         | Девід Гейтс                                                      | Ricchi e Poveri                           |
| 1974 | Amore sbagliato                                         | Крістіано Мінеллоно                                         | Армандо Тоскані, Анджело Сотджу і Франко Гатті                   | Ricchi e Poveri                           |
| 1974 | Grazie di tutto                                         | Крістіано Мінеллоно і Гері Зеклі                            | Франко Гатті і Ерік Хорд                                         | Ricchi e Poveri                           |
| 1974 | Povera bimba                                            | Крістіано Мінеллоно                                         | Армандо Тоскані, Анджело Сотджу і Франко Гатті                   | Ricchi e Poveri                           |
| 1974 | Bugiardi noi                                            | Крістіано Мінеллоно                                         | Умберто Бальзамо                                                 | Умберто Бальзамо                          |
| 1975 | Natalì                                                  | Крістіано Мінеллоно                                         | Умберто Бальзамо                                                 | Умберто Бальзамо                          |
| 1975 | Io, domani io                                           | Крістіано Мінеллоно                                         | Ренато Броші                                                     | Міа Мартіні                               |
| 1975 | Rispondi                                                | Крістіано Мінеллоно, Серджо Бардотті і Джамп'єро Скаламонья | Річард Буканан Керр і Скотт Девід Інглиш                         | Патті Право                               |
| 1975 | La tua malizia                                          | Крістіано Мінеллоно                                         | Ренато Броші                                                     | Міа Мартіні                               |
| 1975 | Che senso ha                                            | Крістіано Мінеллоно                                         | Педзіні                                                          | Ricchi e Poveri                           |
| 1976 | Come stai con chi sei                                   | Крістіано Мінеллоно і Луб'як                                | Умберто Бальзамо                                                 | Весс і Дорі Гедзі; Патрік Семсон          |
| 1977 | Se ti voglio                                            | Крістіано Мінеллоно                                         | Л. Баєр Сейджер і А. Хаммонд                                     | Міа Мартіні                               |
| 1977 | Mackintosh                                              | Мікі Дель Прете і Ромоло Сьєна                              | Крістіано Мінеллоно і Адельмо Муссо                              | Мел                                       |
| 1978 | Geppo                                                   | Крістіано Мінеллоно і Адріано Челентано                     | Тоні Міммс і Адріано Челентано                                   | Адріано Челентано                         |
| 1978 | Che cosa ti farei                                       | Крістіано Мінеллоно                                         | Денні Байма Бескет                                               | Адріано Челентано                         |
| 1978 | Sei proprio tu                                          | Крістіано Мінеллоно                                         | Ронні Джексон і Денні Байма Бескет                               | Адріано Челентано                         |
| 1978 | Ti avrò                                                 | Крістіано Мінеллоно і Мікі Дель Прете                       | Ронні Джексон і Денні Байма Бескет                               | Адріано Челентано                         |
| 1978 | Se vuoi andare vai                                      | Крістіано Мінеллоно                                         | Ронні Джексон і Денні Байма Бескет                               | Адріано Челентано                         |
| 1978 | Io ti porto via                                         | Крістіано Мінеллоно і Рікардо Фольї                         | Робі Факкінетті                                                  | Рікардо Фольї                             |
| 1978 | Si alza grande nel sole la mia voglia di te             | Крістіано Мінеллоно і Рікардо Фольї                         | Ренато Броші                                                     | Рікардо Фольї                             |
| 1978 | Volo Fantastico                                         | Крістіано Мінеллоно і Рікардо Фольї                         | Вальтер Фоїні                                                    | Рікардо Фольї                             |
| 1978 | Cielo nero                                              | Крістіано Мінеллоно                                         | Лайнел Річі                                                      | Camaleonti                                |
| 1978 | Ho scelto lei                                           | Крістіано Мінеллоно                                         | Тоні Міммс                                                       | Camaleonti                                |
| 1978 | Amo                                                     | Крістіано Мінеллоно                                         | Дейв Самнер і Даглас Мікін                                       | Camaleonti                                |
| 1978 | Finché c'è lei                                          | Крістіано Мінеллоно                                         | Ренато Броші                                                     | Camaleonti                                |
| 1978 | Tu sei                                                  | Крістіано Мінеллоно                                         | Боб Крю                                                          | Camaleonti                                |
| 1979 | Comprami                                                | Крістіано Мінеллоно                                         | Ренато Броші                                                     | Віола Валентіно                           |
| 1979 | Anche tu                                                | Крістіано Мінеллоно                                         | Беппе Кантареллі                                                 | Міна                                      |
| 1979 | Soli                                                    | Крістіано Мінеллоно і Мікі Дель Прете                       | Тото Кутуньйо                                                    | Адріано Челентано                         |
| 1979 | Amore no                                                | Крістіано Мінеллоно                                         | Тото Кутуньйо                                                    | Адріано Челентано                         |
| 1979 | Non è                                                   | Крістіано Мінеллоно                                         | Тото Кутуньйо                                                    | Адріано Челентано                         |
| 1979 | Io e te                                                 | Крістіано Мінеллоно                                         | Джузеппе Ді Стефано і Вен Паттерсон                              | Адріано Челентано                         |
| 1979 | Voglio l'anima                                          | Крістіано Мінеллоно                                         | Тото Кутуньйо                                                    | Тото Кутуньйо                             |
| 1979 | Che amore vuoi che sia                                  | Крістіано Мінеллоно                                         | Робі Факкінетті і Рікардо Фольї                                  | Рікардо Фольї                             |
| 1979 | Ricominciare                                            | Крістіано Мінеллоно і Рікардо Фольї                         | Робі Факкінетті                                                  | Рікардо Фольї                             |
| 1979 | E' l'amore                                              | Крістіано Мінеллоно                                         | Орландіні                                                        | Ор'єтта Берті                             |
| 1980 | Tu mi manchi dentro                                     | Крістіано Мінеллоно                                         | Ренато Броші                                                     | Лерой Гомез                               |
| 1980 | 'Na parola                                              | Крістіано Мінеллоно і Тото Кутуньйо                         | Вінченцо Руссо і Тото Кутуньйо                                   | Тото Кутуньйо                             |
| 1980 | Ma…                                                     | Крістіано Мінеллоно і Мауріціо Костанцо                     | Тото Кутуньйо                                                    | Тото Кутуньйо                             |
| 1980 | Una serata come tante                                   | Крістіано Мінеллоно                                         | Тото Кутуньйо                                                    | Тото Кутуньйо                             |
| 1980 | Aeroporto Kennedy                                       | Крістіано Мінеллоно                                         | Тото Кутуньйо                                                    | Тото Кутуньйо                             |
| 1980 | Amore no                                                | Крістіано Мінеллоно і Аделіо Кольяті                        | Тото Кутуньйо                                                    | Тото Кутуньйо                             |
| 1980 | Se vai via                                              | Крістіано Мінеллоно і Аделіо Кольяті                        | Тото Кутуньйо                                                    | Тото Кутуньйо                             |
| 1980 | La stagione dell'amore                                  | Крістіано Мінеллоно                                         | Тото Кутуньйо і Джей                                             | Ricchi e Poveri                           |
| 1980 | Amare, ricominciare, no, no, no                         | Крістіано Мінеллоно                                         | Тото Кутуньйо і Джей                                             | Ricchi e Poveri                           |
| 1980 | Un po' artista un po' no                                | Крістіано Мінеллоно                                         | Тото Кутуньйо                                                    | Адріано Челентано                         |
| 1980 | Il tempo se ne va                                       | Крістіано Мінеллоно і Клаудія Морі                          | Тото Кутуньйо                                                    | Адріано Челентано                         |
| 1980 | L'orologio                                              | Крістіано Мінеллоно                                         | Тото Кутуньйо                                                    | Адріано Челентано                         |
| 1980 | Manifesto                                               | Крістіано Мінеллоно                                         | Тото Кутуньйо                                                    | Адріано Челентано                         |
| 1980 | Una parola non ci scappa mai                            | Крістіано Мінеллоно                                         | Тото Кутуньйо                                                    | Адріано Челентано                         |
| 1980 | Non se ne parla nemmeno                                 | Крістіано Мінеллоно                                         | Тото Кутуньйо                                                    | Адріано Челентано                         |
| 1980 | Se non è amore                                          | Крістіано Мінеллоно                                         | Тото Кутуньйо                                                    | Адріано Челентано                         |
| 1980 | Spettabile Signore                                      | Крістіано Мінеллоно і Клаудія Морі                          | Тото Кутуньйо                                                    | Адріано Челентано                         |
| 1981 | M'innamoro di te                                        | Крістіано Мінеллоно                                         | Даріо Фаріна                                                     | Ricchi e Poveri                           |
| 1981 | Come vorrei                                             | Крістіано Мінеллоно                                         | Даріо Фаріна                                                     | Ricchi e Poveri                           |
| 1981 | Made in Italy                                           | Крістіано Мінеллоно                                         | Джан П'єро Ревербері і Даріо Фаріна                              | Ricchi e Poveri                           |
| 1981 | Stasera canto                                           | Крістіано Мінеллоно                                         | Даріо Фаріна                                                     | Ricchi e Poveri                           |
| 1981 | E penso a te                                            | Крістіано Мінеллоно                                         | Даніеле Паче і Габріеле Бальдуччі                                | Ricchi e Poveri                           |
| 1981 | Ninna nanna                                             | Крістіано Мінеллоно                                         | Анджело Сотджу і Джавільйо                                       | Ricchi e Poveri                           |
| 1981 | Bello l'amore                                           | Крістіано Мінеллоно                                         | Анджело Сотджу і Франко Гатті                                    | Ricchi e Poveri                           |
| 1981 | Tu sei mia                                              | Крістіано Мінеллоно                                         | Тото Кутуньйо                                                    | Тото Кутуньйо                             |
| 1981 | E' un anno che tu butti via                             | Крістіано Мінеллоно                                         | Тото Кутуньйо                                                    | Тото Кутуньйо                             |
| 1981 | Donna                                                   | Крістіано Мінеллоно                                         | Тото Кутуньйо                                                    | Тото Кутуньйо                             |
| 1982 | Felicità                                                | Крістіано Мінеллоно                                         | Даріо Фаріна і Джино Де Стефано                                  | Аль Бано і Роміна Павер                   |
| 1982 | Angeli                                                  | Крістіано Мінеллоно                                         | Даріо Фаріна                                                     | Аль Бано і Роміна Павер                   |
| 1982 | Arrivederci a Bahia                                     | Крістіано Мінеллоно                                         | Даріо Фаріна                                                     | Аль Бано і Роміна Павер                   |
| 1982 | Sei la mia donna                                        | Крістіано Мінеллоно                                         | Дуїліо Сорренті і Джузеппе Сантамаріа                            | Мел                                       |
| 1982 | Mama Dodori                                             | Крістіано Мінеллоно                                         | Оскар Пруденте                                                   | Дорі Гедзі                                |
| 1982 | Mi va                                                   | Крістіано Мінеллоно                                         | Тото Кутуньйо                                                    | Тото Кутуньйо                             |
| 1982 | America                                                 | Крістіано Мінеллоно                                         | Тото Кутуньйо                                                    | Тото Кутуньйо                             |
| 1982 | Sinfonia                                                | Крістіано Мінеллоно                                         | Тото Кутуньйо                                                    | Тото Кутуньйо                             |
| 1982 | Io voglio vivere                                        | Крістіано Мінеллоно і Стефано Д'Ораціо                      | Ренато Броші                                                     | Рікардо Фольї                             |
| 1982 | Mamma Maria                                             | Крістіано Мінеллоно                                         | Даріо Фаріна                                                     | Ricchi e Poveri                           |
| 1982 | Magnifica serata                                        | Крістіано Мінеллоно                                         | Даріо Фаріна                                                     | Ricchi e Poveri                           |
| 1982 | Venezia                                                 | Крістіано Мінеллоно                                         | Даріо Фаріна і Енцо Гінадзі                                      | Ricchi e Poveri                           |
| 1982 | Malinteso                                               | Крістіано Мінеллоно                                         | Даріо Фаріна                                                     | Ricchi e Poveri                           |
| 1982 | Piccolo amore                                           | Крістіано Мінеллоно                                         | Даріо Фаріна                                                     | Ricchi e Poveri                           |
| 1982 | Poveri                                                  | Крістіано Мінеллоно                                         | Даріо Фаріна, Джан П'єро Амелі і Джино Де Стефані                | Ricchi e Poveri                           |
| 1982 | Amarsi un po'                                           | Крістіано Мінеллоно                                         | Даріо Фаріна                                                     | Ricchi e Poveri                           |
| 1982 | Fortissimo                                              | Крістіано Мінеллоно                                         | Джан П'єро Ревербері і Паоло Барабані                            | Ricchi e Poveri                           |
| 1982 | C'è che sto bene                                        | Крістіано Мінеллоно                                         | Даріо Фаріна                                                     | Ricchi e Poveri                           |
| 1982 | Perché ci vuole amore                                   | Крістіано Мінеллоно                                         | Даріо Фаріна                                                     | Ricchi e Poveri                           |
| 1983 | Tu soltanto tu (mi hai fatto innamorare)                | Крістіано Мінеллоно                                         | Даріо Фаріна і Майкл Хофманн                                     | Аль Бано і Роміна Павер                   |
| 1983 | Parigi è bella (com'è)                                  | Крістіано Мінеллоно                                         | Даріо Фаріна                                                     | Аль Бано і Роміна Павер                   |
| 1983 | Che angelo sei                                          | Крістіано Мінеллоно і Роміна Павер                          | Аль Бано                                                         | Аль Бано і Роміна Павер                   |
| 1983 | A me mi torna in mente una canzone                      | Крістіано Мінеллоно                                         | Даріо Фаріна                                                     | Джіджі Сабані                             |
| 1983 | L'italiano                                              | Крістіано Мінеллоно                                         | Тото Кутуньйо                                                    | Тото Кутуньйо                             |
| 1983 | Io vivo qui                                             | Крістіано Мінеллоно і Луїджі Олів'єрі                       | Доменіко Модуньйо і Джино Де Стефані і Луїджі Олів'єрі           | Доменіко Модуньйо                         |
| 1983 | Voulez vous danser                                      | Крістіано Мінеллоно і Амеріго Паоло Касселла                | Даріо Фаріна                                                     | Ricchi e Poveri                           |
| 1983 | Acapulco                                                | Крістіано Мінеллоно                                         | Даріо Фаріна і Майкл Хофманн                                     | Ricchi e Poveri                           |
| 1983 | Hasta la vista                                          | Крістіано Мінеллоно і Амеріго Паоло Касселла                | Даріо Фаріна                                                     | Ricchi e Poveri                           |
| 1983 | Dan Dan (È una canzone d'amore)                         | Крістіано Мінеллоно                                         | Даріо Фаріна і Майкл Хофманн                                     | Ricchi e Poveri                           |
| 1983 | Cosa sei                                                | Крістіано Мінеллоно                                         | Даріо Фаріна                                                     | Ricchi e Poveri                           |
| 1983 | Ciao Italy ciao amore                                   | Крістіано Мінеллоно                                         | Даріо Фаріна і Майкл Хофманн                                     | Ricchi e Poveri                           |
| 1983 | Sei la sola che amo                                     | Крістіано Мінеллоно                                         | Даріо Фаріна                                                     | Ricchi e Poveri                           |
| 1983 | E io mi sono innamorato                                 | Крістіано Мінеллоно                                         | Даріо Фаріна                                                     | Ricchi e Poveri                           |
| 1983 | Un altro lui un'altra lei                               | Крістіано Мінеллоно                                         | Даріо Фаріна                                                     | Ricchi e Poveri                           |
| 1984 | Maledetta televisione                                   | Крістіано Мінеллоно                                         | Артур Крудап                                                     | Адріано Челентано                         |
| 1984 | Ci sarà                                                 | Крістіано Мінеллоно                                         | Даріо Фаріна                                                     | Аль Бано і Роміна Павер                   |
| 1984 | Al ritmo di beguine (ti amo)                            | Крістіано Мінеллоно                                         | Даріо Фаріна і Майкл Хофманн                                     | Аль Бано і Роміна Павер                   |
| 1984 | L'amore è                                               | Крістіано Мінеллоно                                         | Майкл Хофманн                                                    | Аль Бано і Роміна Павер                   |
| 1984 | Quando un amore se ne va                                | Крістіано Мінеллоно                                         | Даріо Фаріна і Майкл Хофманн                                     | Аль Бано і Роміна Павер                   |
| 1984 | Canzone blu                                             | Крістіано Мінеллоно                                         | Даріо Фаріна                                                     | Аль Бано і Роміна Павер                   |
| 1984 | Grazie                                                  | Крістіано Мінеллоно                                         | Даріо Фаріна і Майкл Хофманн                                     | Аль Бано і Роміна Павер                   |
| 1985 | Se m'innamoro                                           | Крістіано Мінеллоно                                         | Даріо Фаріна                                                     | Ricchi e Poveri                           |
| 1985 | Noi, ragazzi di oggi                                    | Крістіано Мінеллоно                                         | Тото Кутуньйо                                                    | Луїс Міґель                               |
| 1985 | Dimmi quando                                            | Крістіано Мінеллоно                                         | Даріо Фаріна                                                     | Ricchi e Poveri                           |
| 1985 | Mami Mami                                               | Крістіано Мінеллоно                                         | Даріо Фаріна і Майкл Хофманн                                     | Ricchi e Poveri                           |
| 1986 | Innamoratissimo (Tu che fai battere forte il mio cuore) | Крістіано Мінеллоно і Стефано Рота                          | Стефано Рігі, Мікеланджело і Кармело Ла Бйонда і Серджо Конфорті | Righeira                                  |
| 1986 | Il cielo                                                | Крістіано Мінеллоно                                         | Тото Кутуньйо                                                    | Тото Кутуньйо                             |
| 1986 | Una donna come te                                       | Крістіано Мінеллоно                                         | Тото Кутуньйо                                                    | Тото Кутуньйо                             |
| 1987 | Cocco bello Africa                                      | Крістіано Мінеллоно і Оскар Авогадро                        | Даріо Фаріна                                                     | Ricchi e Poveri                           |
| 1987 | Voglio stringerti ancora                                | Крістіано Мінеллоно і Оскар Авогадро                        | Даріо Фаріна                                                     | Ricchi e Poveri                           |
| 1987 | C'è che luna c'è che mare                               | Крістіано Мінеллоно і Оскар Авогадро                        | Майкл Хофманн                                                    | Ricchi e Poveri                           |
| 1987 | Lascia libero il cielo                                  | Крістіано Мінеллоно, Оскар Авогадро і Kunze                 | Вінс Темпера і Даріо Фаріна                                      | Ricchi e Poveri                           |
| 1988 | Che amici                                               | Крістіано Мінеллоно                                         | Аль Камарро і Л. Б. Хорн                                         | Аль Бано і Роміна Павер                   |
| 1988 | Questa notte                                            | Крістіано Мінеллоно і Роміна Павер                          | Аль Камарро і Л. Б. Хорн                                         | Аль Бано і Роміна Павер                   |
| 1988 | Non pensarci più                                        | Крістіано Мінеллоно                                         | Аль Бано і Л. Б. Хорн                                            | Аль Бано і Роміна Павер                   |
| 1988 | Era casa mia                                            | Крістіано Мінеллоно                                         | Аль Бано                                                         | Аль Бано і Роміна Павер                   |
| 1990 | Sarà                                                    | Крістіано Мінеллоно                                         | Тото Кутуньйо                                                    | Тото Кутуньйо                             |
| 1994 | Baciamoci                                               | Крістіано Мінеллоно                                         | Умберто Наполітано                                               | Ricchi e Poveri                           |
| 2004 | Il gatto puzzolone                                      | Крістіано Мінеллоно і Федеріко Падовано                     | Алессандро Ніді                                                  | Мауро Фарчі, Дзеккіно д'Оро               |
| 2007 | Era casa mia                                            | Крістіано Мінеллоно                                         | Аль Бано                                                         | Аль Бано                                  |
| 2009 | La canzone di Jas-Bi                                    | Ярі Каррізі і Аль Бано                                      | Крістіано Мінеллоно                                              | Аль Бано                                  |
| 2011 | Io mi ricordo di te                                     | Крістіано Мінеллоно                                         | Джорджо Лестзеносс                                               | Аль Бано                                  |
| 2011 | Isole                                                   | Крістіано Мінеллоно                                         | Джорджо Лестзеносс                                               | Аль Бано                                  |
| 2011 | Lei c'è                                                 | Крістіано Мінеллоно                                         | Джорджо Лестзеносс                                               | Аль Бано                                  |
| 2011 | Bella                                                   | Крістіано Мінеллоно і Лазарос Комнінос                      | Дженніс Плутархос                                                | Аль Бано                                  |
| 2012 | Dimmi che mi ami                                        | Крістіано Мінеллоно                                         | Даріо Фаріна                                                     | Ricchi e Poveri                           |
| 2014 | Ciao papà                                               | Крістіано Мінеллоно і Аль Бано                              | Джо Валеріані і Бруно Ланца                                      | Аль Бано                                  |

## Телепрограми
Телепередачі, де Крістіано Мінеллоно виступав як автор, або художній керівник:
- Premiatissima
- Risatissima
- Beauty Center Show
- Festivalbar
- Una rotonda sul mare
- OK il prezzo è giusto
- Studio 5
- Telegatti
- Un autunno tutto d'oro
- Canzoni spericolate
- Buona Domenica
- Donna sotto le stelle
- Grand Hotel
- Emilio
- Una sera c'incontrammo
- Buon anno musica
- Momenti di gloria
- Stranamore
- Voilà la cinq
- La strana coppia
- 100 milioni più IVA
- Non è la RAI
- Furore
- Taitanic
- Sotto le stelle
- I Tiribitanti
- Notte italiana

## Радіоспектаклі
Для RAI (за участю Крістіано Мінеллоно):
- «Тріска» («Merluzzo»), Марсель Паньоль, з Одоардо Спадаро, Карло Нінчі, Альваро Піккарді та Санто Версаче, режисер Алессандро Бріззоні, транслювалося у понеділок, 22 квітня 1957 року, у другій програмі, о 21.15 годині.

## Саундтрек
- 1982 — саундтрек (автор) фільму «Вибачте, якщо мало», режисер Марко Вікаріо.

## Нагороди
За свою кар'єру Мінеллоно отримав наступні нагороди:
- 1-а європейська премія «SIAE» як найкращий автор (1980–1985)
- Фестиваль Санремо 1976: друге місце з піснею «Come stai, con chi sei» у виконанні Весса і Дорі Гедзі
- Фестиваль Санремо 1982: друге місце з піснею «Felicità» у виконанні Аль Бано і Роміни Павер
- Фестиваль Санремо 1984: перше місце з піснею «Ci sarà» у виконанні Аль Бано і Роміни Павер
- Фестиваль Санремо 1985: перше місце з піснею «Se mi innamoro» у виконанні тріо «Ricchi e Poveri»
- Фестиваль Санремо 1985: друге місце з піснею «Noi ragazzi di oggi» у виконанні Луїса Мігеля
- Міжнародний «Оскар A.F.A»
- «Золотий Персей»
- Переможець Мальтійського кінофестивалю
- Переможець Цюріхського кінофестивалю
- Володар дев'яти «Telegatti» золотих нагород за телепрограми, двох з яких як автор пісень та музики
- Переможець 47-го «Дзеккіно д'Оро» 2004 року
- 2-е місце на фестивалі «Rosa d'Oro di Montreaux» 1983 року (за «Beauty Center Show)»)
- 1-е місце на Атлантичному фестивалі 1985 року з піснею «Sei la sola che amo» у виконанні «Ricchi e Poveri»